# جون تانر (دراج)
جون تانر (بالإنجليزية: John Tanner) هو دراج بريطاني، ولد في 4 فبراير 1968 في يوركشاير في المملكة المتحدة.

## روابط خارجية
- جون تانر على موقع إحصائيات الدراجات الإحترافية (الإنجليزية)
- جون تانر على موقع أوليمبيديا (الإنجليزية)